# Nederlands in Frans-Guyana
In Saint-Laurent-du-Maroni in Frans-Guyana dicht bij de Surinaamse grens wordt op een school, vergelijkbaar met een Surinaamse muloschool, een proefvak Nederlands gedoceerd. Dit naar aanleiding van het feit dat lange tijd geleden door de Franse overheid werd besloten het Nederlands te gaan onderwijzen op proef in Frans-Guyana. De leerlingen op de school kunnen extra punten krijgen als ze een deel van het curriculum examen doen in het vak Nederlands. Er wordt twee uur in de week Nederlands gedoceerd.
Frans-Guyana streeft naar een grote integratie met omliggende landen zoals Suriname, Guyana en Brazilië. Het Portugees, de officiële taal van Brazilië, wordt als tweede taal in het onderwijspakket opgenomen. Als het Nederlands succes boekt in St. Laurent dan zal dit ook het geval worden met het Nederlands. In het stadje wonen veel (Nederlandstalige) Surinamers.